# إسماعيل مهرك (تشابهار)
إسماعیل ماهرك (بالإنجليزية: Esmail Bazar Mahrek Jamik)‏ هي قرية تقع في سيستان وبلوتشستان في إيران. يقدر عدد سكانها بـ 123 نسمة .